# Echthrogaleus coleoptratus
Az Echthrogaleus coleoptratus az állkapcsilábas rákok (Maxillopoda) osztályának a Siphonostomatoida rendjébe, ezen belül a Pandaridae családjába tartozó faj.
Az Echthrogaleus ráknem típusfaja.

## Tudnivalók
Tengeri élőlény, amely az Atlanti-óceánban fordul elő. Mint sok más rokona, az Echthrogaleus coleoptratus is élősködő életmódot folytat. A gazdaállatai a következők: selyemcápa (Carcharhinus falciformis), kékcápa (Prionace glauca), vaksi pörölycápa (Sphyrna tudes), fehér cápa (Carcharodon carcharias), lazaccápa (Lamna ditropis), heringcápa (Lamna nasus), tüskéscápa (Squalus acanthias), kis tüskéscápa (Centrophorus uyato) és leopárdcápa (Triakis semifasciata).